# Лопане, Алессандро
Алессандро Лопане (англ. Alessandro Lopane; род. 9 апреля 2004, Сидней) — австралийский футболист, полузащитник клуба «Мельбурн Сити».

## Клубная карьера
Лопане — воспитанник клубов «АПИА Лейхардт», «Сидней Олимпик» и «Уэстерн Сидней Уондерерс». 11 декабря 2021 года в матче против «Макартура» он дебютировал в A-Лиге в составе последних. Летом 2023 года Лопане перешёл в «Мельбурн Сити». 21 октября в матче против «Уэстерн Юнайтед» он дебютировал за новый клуб. 25 октября в поединке Азиатской Лиги чемпионов против тайского «Бурирам Юнайтед» Алессандро забил свой первый гол за «Мельбурн Сити».

## Международная карьера
В 2023 году в составе молодёжной сборной Австралии Лопане принял участие в молодёжном Кубке Азии в Узбекистане. На турнире он сыграл в матчах против команд Вьетнама, Ирана, Катара и Узбекистана.